# リチャード・ゼア
リチャード・ニール・ゼア（Richard Neil Zare, 1939年11月19日 - ）は、アメリカ合衆国の物理化学者、分析化学者。スタンフォード大学教授（化学科）。

## 経歴
オハイオ州クリーブランド出身。1961年にハーバード大学より、学士号を取得した後、同大学のダドリー・ハーシュバックの元でPh.Dを1964年に取得した。1965年にMITで化学科の助教授になった後、1966年にコロラド大学に移り、1969年まで在籍した。その後、1969年に29歳の若さでコロンビア大学の教授となった。1977年にスタンフォード大学に移動し、それ以来同大学に在籍している。2006年にハワード・ヒューズ医学研究所教授となった。1999年王立協会外国人会員選出。

## 研究
ゼアは、レーザー誘起蛍光法における業績が広く認められている。レーザーを用いて一分子レベルで化学反応を見る数多くの手法を開発した。近年では、それらを利用した単一分子分光法（single-molecule spectroscopy）が化学のみならず生物分野でも多く利用されている。

## 主要論文
- Zare, RN; Fernández, FM; Kimmel, JR (January 3, 2003). “Hadamard transform time-of-flight mass spectrometry: more signal, more of the time”. Angewandte Chemie International Edition in English 42 (1):  30–5. doi:10.1002/anie.200390047. PMID 19757587.
- Wu, H.; Wheeler, A.; Zare, R. N. (August 24, 2004). “Chemical cytometry on a picoliter-scale integrated microfluidic chip”. Proceedings of the National Academy of Sciences 101 (35):  12809–12813. Bibcode: 2004PNAS..10112809W. doi:10.1073/pnas.0405299101. PMC 516477. PMID 15328405.
- Zare, R. N. (March 20, 1998). “Laser Control of Chemical Reactions”. Science 279 (5358):  1875–1879. Bibcode: 1998Sci...279.1875Z. doi:10.1126/science.279.5358.1875. PMID 9506928.
- Alexander, A. J.; Zare, R. N. (1998). “Anatomy of Elementary Chemical Reactions”. Journal of Chemical Education 75 (9):  1105–1118. Bibcode: 1998JChEd..75.1105A. doi:10.1021/ed075p1105.
- Althorpe, Stuart C.; Fernández-Alonso, Félix; Bean, Brian D.; Ayers, James D.; Pomerantz, Andrew E.; Zare, Richard N.; Wrede, Eckart (March 7, 2002). “Observation and interpretation of a time-delayed mechanism in the hydrogen exchange reaction”. Nature 416 (6876):  67–70. Bibcode: 2002Natur.416...67A. doi:10.1038/416067a. PMID 11882892.

## 受賞
上記の業績より、数多くの賞を受賞している。以下はその中の一部である。
- 1983年 - アメリカ国家科学賞
- 1985年 - アーヴィング・ラングミュア賞、レムセン賞
- 1990年 - ウィラード・ギブズ賞
- 1991年 - ピーター・デバイ賞、米国科学アカデミー賞化学部門
- 1993年 - ハーヴェイ賞、ライナス・ポーリング賞
- 1997年 - センテナリー賞
- 1999年 - ウェルチ化学賞
- 2000年 - アーサー・L・ショーロー賞
- 2005年 - ウルフ賞化学部門、ウィリアム・H・ニコルズ賞
- 2009年 - F・A・コットン・メダル
- 2010年 - プリーストリー賞
- 2011年 - キング・ファイサル国際賞科学部門
- 2023年 - ベンジャミン・フランクリン・メダル

## 参照
1. ↑  日本科学未来館
2. ↑  Chem-Station
3. ↑  Richard N. Zare CV
4. ↑  Mark Shwartz (2005年1月27日). “2005 Wolf Prize given to chemist Richard N. Zare”. Stanford Report 2011年9月23日閲覧。 - ウルフ賞受賞時の記事